# خالد القماش
خالد القماش هو مدرب كرة قدم مصري ولاعب سابق ، لعب لنادي الإسماعيلي ، ومنتخب مصر لكرة القدم.